# Андрич, Светозар
Светозар Андрич (серб. Светозар Андрић, род. 11 сентября 1954, Зелина, Югославия) — сербский генерал и политик, военачальник Войска Республики Сербской в период войны в Боснии и Герцеговине. В 2020 году избран депутатом Народной скупщины Республики Сербия.

## Биография
Генерал Светозар Андрич родился 11 сентября 1954 года в селе Зелина в общине Калесия в крестьянской семье. По окончании средней школы поступил в Военную академию Сухопутных войск Югославской народной армии, обучение в которой завершил в 1979 года. В ЮНА служил в гарнизонах в Белграде и Валеве. Начало распада Югославии встретил на должности командира батальона военной полиции в звании майора. 
15 мая 1992 года присоединился к Войску Республики Сербской. Во время Боснийской войны командовал 1-й Бирчанской легкопехотной бригадой, а затем был начальником штаба одного из корпусов. После окончания боевых действий был назначен командиром корпуса. В 1996 году окончил Командно-штабную школу тактики, а год спустя — Командно-штабную школу обороны. 12 мая 1998 года ему было присвоено звание генерал-майора, 12 мая 2001 года — генерал-подполковника. 
7 марта 2002 года был отправлен на пенсию. 
На парламентских выборах, прошедших в Сербии 21 июня 2020 года, был избран депутатом от Сербского патриотического союза. 
Женат. Отец двоих сыновей.

## Награды
- Югославия Медаль за военные заслуги
- Югославия Орден за военные заслуги с серебряными мечами
- Республика Сербская Орден Милоша Обилича
- Республика Сербская Звезда Карагеоргия второй степени